# K.V. de Fine Licht
Kai Vilhelm de Fine Licht (1. februar 1900 i København – 25. maj 1986 sammesteds) var en dansk grafiker, arkitekt og slotsforvalter, far til Kjeld de Fine Licht.

## Karriere
Han var søn af premierløjtnant i Flåden, senere lodsoldermand i Hals Mathias Kjeldsen de Fine Licht og Laura født Kabell. Licht blev uddannet tømrer på Det tekniske Selskabs Skole 1919-23 og arbejdede derefter som arkitekt indtil 1929. Han besøgte USA 1922, Holland og Belgien 1924 og Frankrig 1925. 
Han var kontorfuldmægtig i statens tilsyn med håndværkerundervisningen 1929-35, blev fuldmægtig ved Christiansborg Slotsforvaltning 1935 og var slotsforvalter ved slottet fra 1943 til 1971. Under Besættelsen indgik han i en militærgruppe knyttet til slottet (Region VI (København), O.2: Detachement Slotsholmen). Han var Kommandør af Dannebrogordenen og bar en lang række udenlandske ordener. I 1951 udgav han bogen Fra Absalons Borg til det tredje Christiansborg.
Han var sideløbende grafiker, fik i 1925 udgivet seks blade og udstillede fra 1931 grafiske arbejder på Charlottenborg, på Kunstnerforeningen af 18. novembers og på Grafisk Kunstnersamfunds udstillinger. Han har illustreret H.C. Andersens Reise fra Kjøbenhavn til Rhinen (1955). Han er repræsenteret i Den Kongelige Kobberstiksamling og Nationalmuseum.
Licht anvendte flere forskellige grafiske teknikker, bl.a. stregætsning, blødgrundsradering, mezzotinte og farveradering. Hans motivkreds blev næsten altid hentet i det danske landskab.

## Ægteskaber
Licht blev gift første gang 14. februar 1930 i København med Ella Dorthea Lehm (14. juni 1902 i Horsens - 21. februar 1956 i København), datter af strandkontrollør Niels Richard Bakke Lehm og Marentze født Asmussen. Anden ægtede han 2. juli 1957 i Stavanger Nikola Margarete "Maggi" Corneliussen (28. juni 1911 i Stavanger - 1998), datter af ingeniør S.C. Corneliussen og Anna født Andersen. 
Han er begravet på Garnisons Kirkegård.

## Udstillinger
- Charlottenborg Forårsudstilling 1931, 1933-43, 1945-46, 1952, 1954-61, 1963-65, 1968, 1971-73
- Charlottenborg Efterårsudstilling 1941, 1944, 1959
- Kunstnerforeningen af 18. november, 1941
- Grafisk Kunstnersamfund, Charlottenborg 1931
- Interskandinavisk grafisk Kunst, Charlottenborg 1937
- Malmö Museum 1947